# نادوزریه
نادوزریه (به لاتین: Nadozerye) یک منطقهٔ مسکونی در روسیه است که در استان آرخانگلسک واقع شده‌است.